# 貴島煉瓦
貴島 煉瓦（きじま れんが）は、日本の漫画家。煉瓦という別ペンネームで、イラストレーターとしても活動している。
ペンネームの由来は、漫画家になる以前、ゲーム開発者だった頃（株式会社ケイブ所属）にレンガのテクスチャを描いていた際にふと思いついたことがきっかけだという。ケイブ時代の代表作は『ぐわんげ』。
自他共に認めるロータリーエンジン (RX-7) 愛好家。
作品中にも車やバイクに関する描写を多く取り入れる傾向がある。
萌え酒「酔逸撫子」～じゅんまい～ 及び ～ぎんじょう～ のイラストレーターでもある。

## 作品リスト

### 漫画
- ヴァルキュリヤ内燃機関（月刊ドラゴンエイジ） 全4巻
- 特務戦隊伊吹（ヤングキングアワーズ） 全2巻
- ブラフマン（月刊コミックラッシュ） 全5巻
- あきば浪漫ス!（月刊少年エース） 全4巻
- ブラフマンOVERBOOST（月刊コミックラッシュ） 既刊2巻 - 連載休止していたブラフマンの続編。掲載雑誌休刊の為、連載終了。「今後完結まではどうするか考え中です」とのこと。
- 春風桜花（ヤングエース） 全1巻
- レンズドロップス (月刊コンプエース) 既刊1巻
- 彼女と旅する崩壊後世界 (ストーリー協力：深見真、月刊コミックアライブ連載中) 既刊2巻
- ステラ・テスタロッサ（MANGAバル連載中）既刊1巻

コミカライズ
- Kanon アナザーストーリー WONDERTHREE 全3巻（コミックラッシュDX） - 厳密にはコミカライズではなく、同人誌として発表していた二次創作作品の商業単行本化。続編「WONDERTHREE2」が同人誌にて発表されている。
- Bad!Daddy （マジキュー）（原作:野村美月） 全1巻。小説イラストも担当
- スマガAK （コンプティーク）（原作：ニトロプラス） 全1巻
- 子ひつじは迷わない（コンプエース連載）（原作:玩具堂） 全2巻
- 誰にでもできる影から助ける魔王討伐（ComicWalker・ニコニコMFC連載）（原作：槻影）全6巻
- GAMERA -Rebirth-（ComicWalker（現カドコミ）・タテスクコミック）（原作：GAMERA Rebirth製作委員会）連載中

その他
- 涼宮ハルヒの祝祭 ハルヒコミックアンソロジー (角川コミックス・エース)

### 小説
- ぐるぐる渦巻きの名探偵全3巻（上田志岐著、富士見ミステリー文庫、富士見書房）
- Bad!Daddy 全4巻（野村美月著、ファミ通文庫、エンターブレイン）漫画も担当

### PCゲーム原画
- Renaissance　(JIN／LiLiM) キャラデザイン・原画

### 画集
- マンガアーティスト・ファイル(3) MANGA ARTISTS The Renga PORTFOLIO 煉瓦 イラスト作品集 (グラフィックス社)